# 우란 사키코

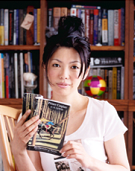

우란 사키코(雨蘭咲木子, 1963년 9월 10일~)는 일본의 여자 성우이다. 본명은 미즈노 사키코(水野咲子)이다. 혈액형은 0형. 출신지는 오사카부이며 소속사는 떼아드르 에코.

## 출연작

### TV 애니메이션
1995년
- 보노보노 (쿠즈리/멍멍이)

2004년
- 두 사람은 프리큐어 (포이즈니)

2005년
- 슈가슈가 룬 (시나몬 메이율)

2006년
- xxxHolic (아카리)
- 파워 퍼프 걸Z (아메바 보이즈 - 레이디)

2007년
- 블루 드래곤 (마르마로)

2008년
- 블루 드래곤 : 천계의 7용 (마르마로)

2009년
- 프레시 프리큐어 (아오노 레미)

2012년
- 토리코 (세츠노)